# El Momento Siguiente
El Momento Siguiente es el vigésimo álbum de la banda de rock australiana The Church, publicado el 3 de febrero de 2007 bajo Liberation Music. Fue la continuación de El Momento Descuidado, presentando un repaso por la carrera de la banda en versiones acústicas mezcladas con algunas canciones nuevas. Las canciones revisadas en el álbum se volvieron recurrente en conciertos posteriores, en especial la inclusión de «Reptile» en la gira conmemorativa por sus 30 años de carrera.
Una reedición bajo su imprenta independiente Unorthodox fue publicada en 2009, en formato físico.

## Lista de canciones
| N.º      | Título                                   | Duración |  |
| 1.       | «Wide Open Road» (cover de The Triffids) | 3:43     |  |
| 2.       | «It's No Reason»                         | 5:42     |  |
| 3.       | «Reptile»                                | 5:35     |  |
| 4.       | «Tantalized»                             | 3:29     |  |
| 5.       | «Electric Lash»                          | 3:22     |  |
| 6.       | «After Everything»                       | 5:32     |  |
| 7.       | «Song in the Afternoon» (Canción nueva)  | 3:30     |  |
| 8.       | «Two Places at Once»                     | 8:07     |  |
| 9.       | «Appalatia»                              | 3:49     |  |
| 10.      | «Bordello» (Canción nueva)               | 4:01     |  |
| 11.      | «Pure Chance»                            | 5:56     |  |
| 12.      | «Grind»                                  | 7:17     |  |
| 13.      | «NSEW (North, South, East, West)»        | 3:28     |  |
| 14.      | «Comeuppance» (Instrumental nuevo)       | 3:11     |  |
| 01:06:42 |                                          |          |  |

## Créditos y personal
Adaptados de las notas internas.
The Church
- Steve Kilbey – voz principal, bajo, guitarra.
- Peter Koppes – guitarras, teclados, voz en «Appalatia».
- Tim Powles – batería, percusión, voces de apoyo.
- Marty Willson-Piper – guitarras, bajo, voz en «Two Places at Once».

Músicos adicionales
- Jorden Brebach – bajo (7, 10).
- Amanda Brown – violín (2, 6, 8), melódica (9).
- Sophie Glasso – cello (2, 4, 6, 8).
- Tiare Helberg – piano (12), percusión (10).
- Inga Liljeström – voces de apoyo (4, 11).

Producción y apoyo
- The Church – producción.
- William Bowden – Masterización en King Willy Sound.
- Petra Bright – fotografía de retratos.
- Peter Koppes – fotografía de retratos.
- Rodney Navarre – fotografía de retratos.
- Tiare Helberg – manager, fotografía y layout.
- Ben Garrard – asistente de ingeniería.
- Ted Howard – grabación y mezcla en Rancom Street Studios.
- Steve Kilbey – pinturas.
- Samantha McFadden – diseño en Amorphous9.